# ميناماتا (فلم)
ميناماتا (بالإنجليزية: Minamata) هو فيلم دراما أمريكي صدر عام 2020 من إخراج آندرو ليفيتاس ومن إنتاج وبطولة جوني ديب، هيرويوكي سانادا، بيل ناي وتادانوبو أسانو.

## قصة الفيلم
يسافر (يوجين سميث) مصور تغطية الحروب إلى مدينة (ميناماتا) اليابانية لتغطية كارثة تلوث المجتمعات الساحلية بسم الزئبق وإنتشار الأمراض المميتة وحالات الوفاة.